# François Gros (évêque)
Pour les articles homonymes, voir François Gros et Gros.
François Gros, né le 28 février 1801 à Saint-Offenge-Dessous et mort le 8 décembre 1883 à Chambéry, fut évêque de Tarentaise de 1867 à 1873.

## Biographie
François Gros naît le 28 février 1801 à Saint-Offenge-Dessous.
Il a été ordonné prêtre le 23 décembre 1826.
Le 29 août 1860, il est fait Chevalier de l'ordre de la Légion d'honneur, en qualité de vicaire général de Chambéry.
Il monte sur le trône épiscopal de Tarentaise de 1867 à 1873. Désigné le 20 septembre 1866, sa désignation est confirmée le 22 février 1867. Il est ordonné évêque le 1er mai 1867. Il démissionne de cette charge le 10 janvier 1873.
Il participe au premier concile œcuménique du Vatican (1869-1870).
Il est enterré dans l'église Sainte-Euphémie de Saint-Offenge-Dessus, sa ville de naissance, où un tombeau lui a été construit.

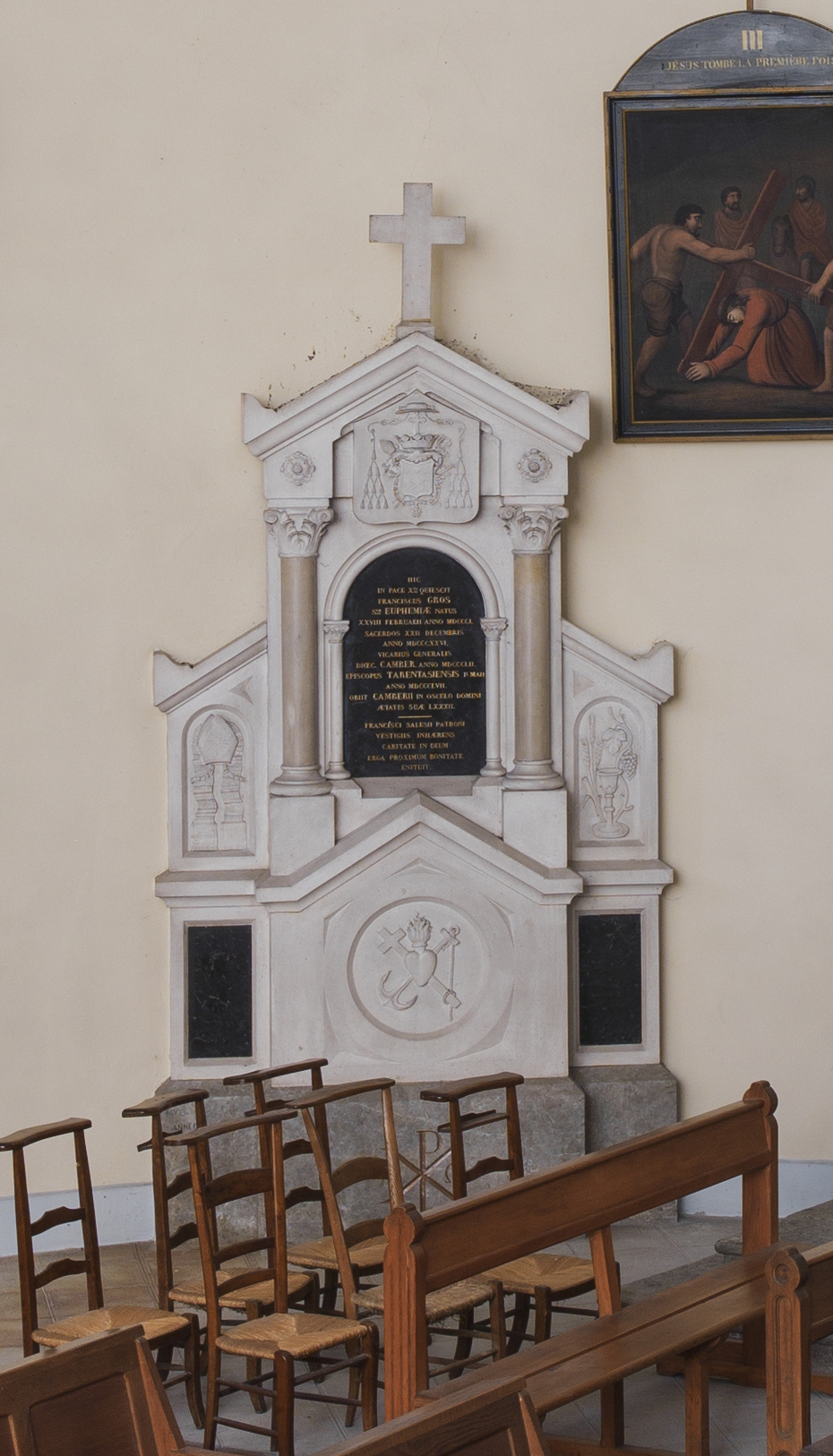
Le tombeau de François Gros avec ses armoiries, dans l'église
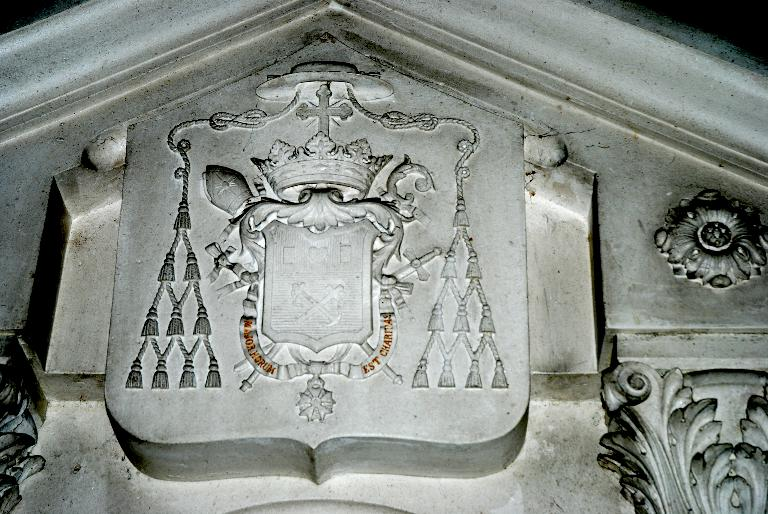

## Armes et devise
Les armes de François Gros se blasonnent ainsi : D'azur à une ancre et une croix d'argent passées en sautoir, au chef de gueules chargé d'un cœur d'or accompagné de deux billettes de même..
Sa devise est « Major horum est charitas ».